# Elecciones estatales de Renania-Palatinado de 2016
Las elecciones estatales de Renania-Palatinado de 2016 (Alemania) se llevaron a cabo el 13 de marzo de 2016, con el propósito de elegir a los miembros del Parlamento Regional de Renania-Palatinado. Se llevaron a cabo mediante representación proporcional, y con la cláusula del cinco por ciento.  Los comicios se celebraron en paralelo a las elecciones a los parlamentos de los estados de Baden-Württemberg y Sajonia-Anhalt.

## Antecedentes
Al momento de los comicios, gobernaba en Renania-Palatinado una coalición entre el SPD y los Verdes, con Malu Dreyer como Ministra presidenta.

## Partidos
Los siguientes partidos participaron en la elección:
| N.º de lista | Partido | Partido                                     | Abreviatura  | Candidato        |
| ------------ | ------- | ------------------------------------------- | ------------ | ---------------- |
| 1            |         | Sozialdemokratische Partei Deutschlands     | SPD          | Malu Dreyer      |
| 2            |         | Christlich Demokratische Union Deutschlands | CDU          | Julia Klöckner   |
| 3            |         | Bündnis 90/Die Grünen                       | GRÜNE        | Eveline Lemke    |
| 4            |         | Freie Demokratische Partei                  | FDP          | Volker Wissing   |
| 5            |         | Die Linke                                   | DIE LINKE    | Jochen Bülow     |
| 6            |         | Freie Wähler                                | FREIE WÄHLER | –*               |
| 7            |         | Piratenpartei Deutschland                   | PIRATEN      | Marc Göbel       |
| 8            |         | Nationaldemokratische Partei Deutschlands   | NPD          | Ricarda Riefling |
| 9            |         | Die Republikaner                            | REP          | Alois Röbosch    |
| 10           |         | Ökologisch-Demokratische Partei             | ÖDP          | Rainer Hilgert   |
| 11           |         | Allianz für Fortschritt und Aufbruch        | ALFA         | Uwe Zimmermann   |
| 12           |         | Alternative für Deutschland                 | AfD          | Uwe Junge        |
| 13           |         | Der III. Weg                                | III. Weg     | Klaus Armstroff  |
| 14           |         | Die Einheit                                 | DIE EINHEIT  | Wladimir Gratz   |

(*) Los FW participaron con cuatro listas de distrito. Los candidatos cabeza de lista de estas fueron Stephan Wefelscheid (distrito 1), Matthias Schneider (distrito 2), Marion Schleicher-Frank (distrito 3) y Georg Krist (distrito 4).
Se presentaron además dos candidatos independientes.

## Encuestas

### Partidos
| Encuestador             | Fecha      |        |        |        |       |       | Freie Wähler | Piraten |       | Otros |
| ----------------------- | ---------- | ------ | ------ | ------ | ----- | ----- | ------------ | ------- | ----- | ----- |
| Forschungsgruppe Wahlen | 10.03.2016 | 36 %   | 35 %   | 5,5 %  | 7 %   | 3 %   | –            | –       | 9 %   | 4,5 % |
| YouGov                  | 10.03.2016 | 35 %   | 36 %   | 6 %    | 6 %   | 4 %   | –            | –       | 11 %  | 2 %   |
| Forsa                   | 09.03.2016 | 35 %   | 35 %   | 6 %    | 6 %   | 4 %   | –            | –       | 9 %   | 5 %   |
| INSA                    | 07.03.2016 | 35 %   | 35 %   | 7 %    | 5 %   | 3 %   | –            | –       | 9 %   | 6 %   |
| Forschungsgruppe Wahlen | 04.03.2016 | 34 %   | 35 %   | 6 %    | 6 %   | 4 %   | –            | –       | 10 %  | 5 %   |
| Infratest dimap         | 03.03.2016 | 34 %   | 36 %   | 7 %    | 5 %   | 4 %   | –            | –       | 9 %   | 5 %   |
| Infratest dimap         | 01.03.2016 | 32 %   | 36 %   | 8 %    | 6 %   | 4 %   | –            | –       | 9 %   | 5 %   |
| INSA                    | 28.02.2016 | 32.5 % | 35 %   | 10 %   | 6 %   | 4 %   | –            | –       | 8.5 % | –     |
| GESS Phone & Field      | 25.02.2016 | 33 %   | 37 %   | 8 %    | 5 %   | 3 %   | 2 %          | –       | 9 %   | 3 %   |
| INSA                    | 22.02.2016 | 33 %   | 35 %   | 9 %    | 7 %   | 4 %   | –            | –       | 8.5 % | 3.5 % |
| Infratest dimap         | 11.02.2016 | 31 %   | 37 %   | 8 %    | 6 %   | 4 %   | –            | –       | 9 %   | 5 %   |
| INSA                    | 05.02.2016 | 32 %   | 36 %   | 10 %   | 6 %   | 3 %   | –            | –       | 8 %   | 5 %   |
| Forschungsgruppe Wahlen | 22.01.2016 | 31 %   | 38 %   | 7 %    | 5 %   | 5 %   | –            | –       | 9 %   | 5 %   |
| Infratest dimap         | 14.01.2016 | 31 %   | 37 %   | 9 %    | 5 %   | 5 %   | –            | –       | 8 %   | 5 %   |
| Infratest dimap         | 10.12.2015 | 31 %   | 39 %   | 9 %    | 5 %   | 5 %   | –            | –       | 7 %   | 4 %   |
| INSA                    | 25.11.2015 | 31 %   | 38,5 % | 11 %   | 4,5 % | 3,5 % | 2,5 %        | –       | 7 %   | 2 %   |
| GESS Phone & Field      | 19.11.2015 | 33 %   | 40 %   | 9 %    | 5 %   | 3 %   | 2 %          | –       | 5 %   | 3 %   |
| Forschungsgruppe Wahlen | 06.11.2015 | 30 %   | 41 %   | 8 %    | 4 %   | 5 %   | –            | –       | 6 %   | 6 %   |
| Infratest dimap         | 24.09.2015 | 31 %   | 41 %   | 10 %   | 5 %   | 5 %   | –            | –       | 4 %   | 4 %   |
| Infratest dimap         | 23.07.2015 | 33 %   | 42 %   | 10 %   | 4 %   | 3 %   | –            | –       | 3 %   | 5 %   |
| GESS Phone & Field      | 26.06.2015 | 33 %   | 40 %   | 11 %   | 4 %   | 3 %   | 2 %          | –       | 4 %   | 2 %   |
| Infratest dimap         | 19.02.2015 | 32 %   | 42 %   | 11 %   | 3 %   | 3 %   | –            | –       | 5 %   | 4 %   |
| GESS Phone & Field      | 17.12.2014 | 30 %   | 43 %   | 10 %   | 3 %   | 4 %   | 1 %          | 1 %     | 5 %   | 3 %   |
| Infratest dimap         | 13.11.2014 | 31 %   | 43 %   | 11 %   | 2 %   | 4 %   | –            | –       | 5 %   | 4 %   |
| Infratest dimap         | 25.09.2014 | 31 %   | 43 %   | 10 %   | 2 %   | 4 %   | –            | –       | 6 %   | 4 %   |
| GESS Phone & Field      | 24.06.2014 | 32 %   | 41 %   | 10 %   | 3 %   | 4 %   | 2 %          | –       | 4 %   | 4 %   |
| Infratest dimap         | 08.05.2014 | 31 %   | 41 %   | 11 %   | 3 %   | 4 %   | –            | –       | 4 %   | 6 %   |
| Infratest dimap         | 03.04.2014 | 33 %   | 41 %   | 11 %   | 3 %   | 4 %   | –            | –       | 3 %   | 5 %   |
| Resultados 2011         | 27.03.2011 | 35,7 % | 35,2 % | 15,4 % | 4,2 % | 3,0 % | 2,3 %        | 1,6 %   | n. a. | 2,5 % |

### Preferencia de Ministra-Presidenta
| Encuestador             | Fecha      | Malu Dreyer (SPD) | Julia Klöckner (CDU) |
| ----------------------- | ---------- | ----------------- | -------------------- |
|                         |            |                   |                      |
| Infratest dimap         | 13.03.2016 | 54 %              | 34 %                 |
| Forschungsgruppe Wahlen | 13.03.2016 | 49 %              | 37 %                 |
| Forschungsgruppe Wahlen | 12.03.2016 | 49 %              | 38 %                 |
| Forschungsgruppe Wahlen | 10.03.2016 | 50 %              | 34 %                 |
| Forsa                   | 09.03.2016 | 45 %              | 31 %                 |
| Forschungsgruppe Wahlen | 04.03.2016 | 50 %              | 35 %                 |
| Infratest dimap         | 03.03.2016 | 50 %              | 30 %                 |
| Infratest dimap         | 01.03.2016 | 50 %              | 31 %                 |
| Infratest dimap         | 11.02.2016 | 46 %              | 37 %                 |
| Forschungsgruppe Wahlen | 14.01.2016 | 44 %              | 37 %                 |
| Infratest dimap         | 14.01.2016 | 53 %              | 33 %                 |
| Forschungsgruppe Wahlen | 06.11.2015 | 44 %              | 38 %                 |
| Infratest dimap         | 24.09.2015 | 43 %              | 28 %                 |
| Infratest dimap         | 23.07.2015 | 45 %              | 32 %                 |
| Infratest dimap         | 19.02.2015 | 48 %              | 36 %                 |
| Infratest dimap         | 13.11.2014 | 45 %              | 33 %                 |
| Infratest dimap         | 25.09.2014 | 45 %              | 33 %                 |
| Infratest dimap         | 08.05.2014 | 46 %              | 32 %                 |
| Infratest dimap         | 03.04.2014 | 48 %              | 36 %                 |
| Infratest dimap         | 12.12.2013 | 48 %              | 31 %                 |
| Infratest dimap         | 05.09.2013 | 47 %              | 27 %                 |
| Infratest dimap         | 25.04.2013 | 49 %              | 31 %                 |
| Infratest dimap         | 31.01.2013 | 53 %              | 31 %                 |
| Infratest dimap         | 11.10.2012 | 43 %              | 35 %                 |

## Resultados

Mayoría por distrito (mandatos directos)

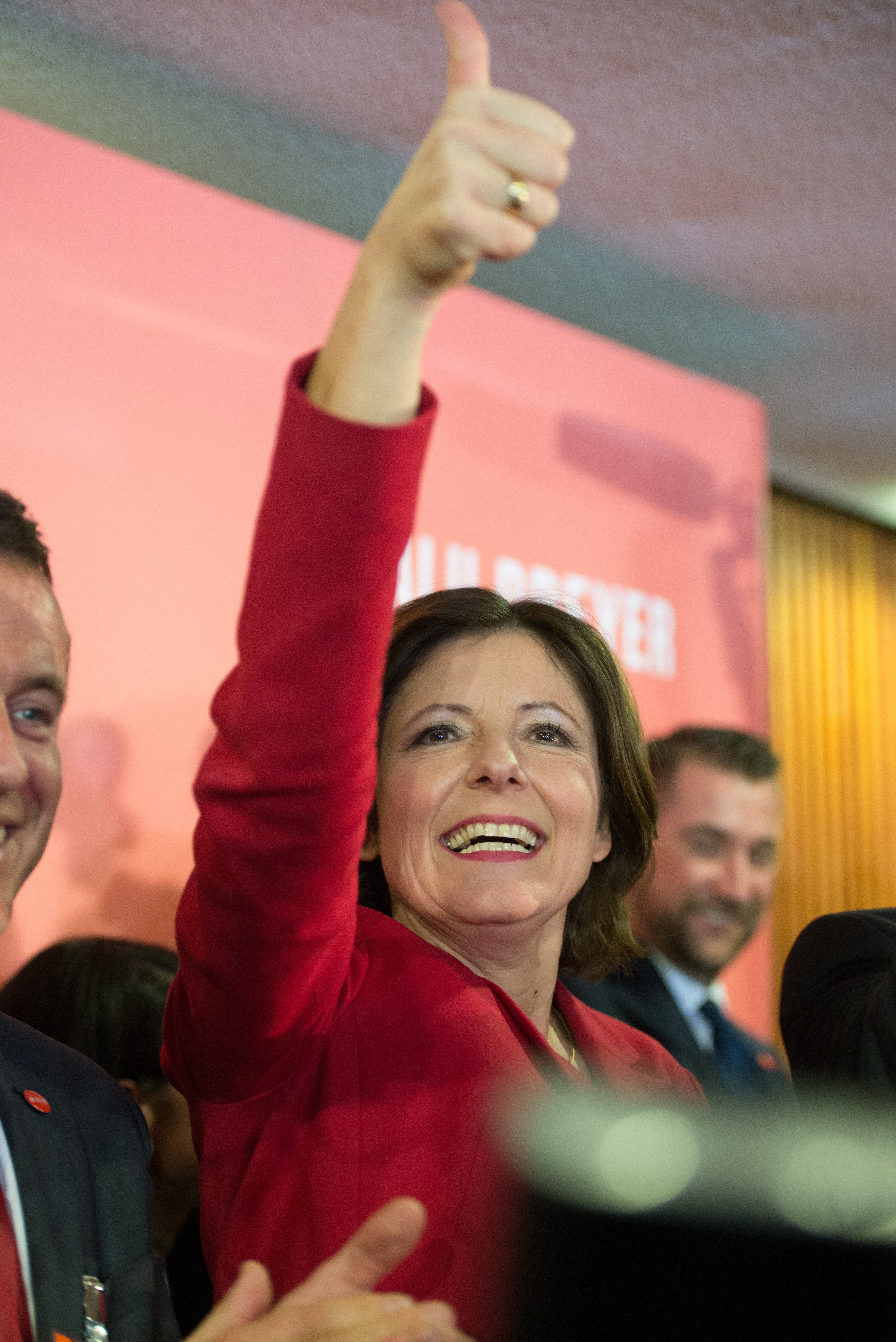
Malu Dreyer el día de las elecciones

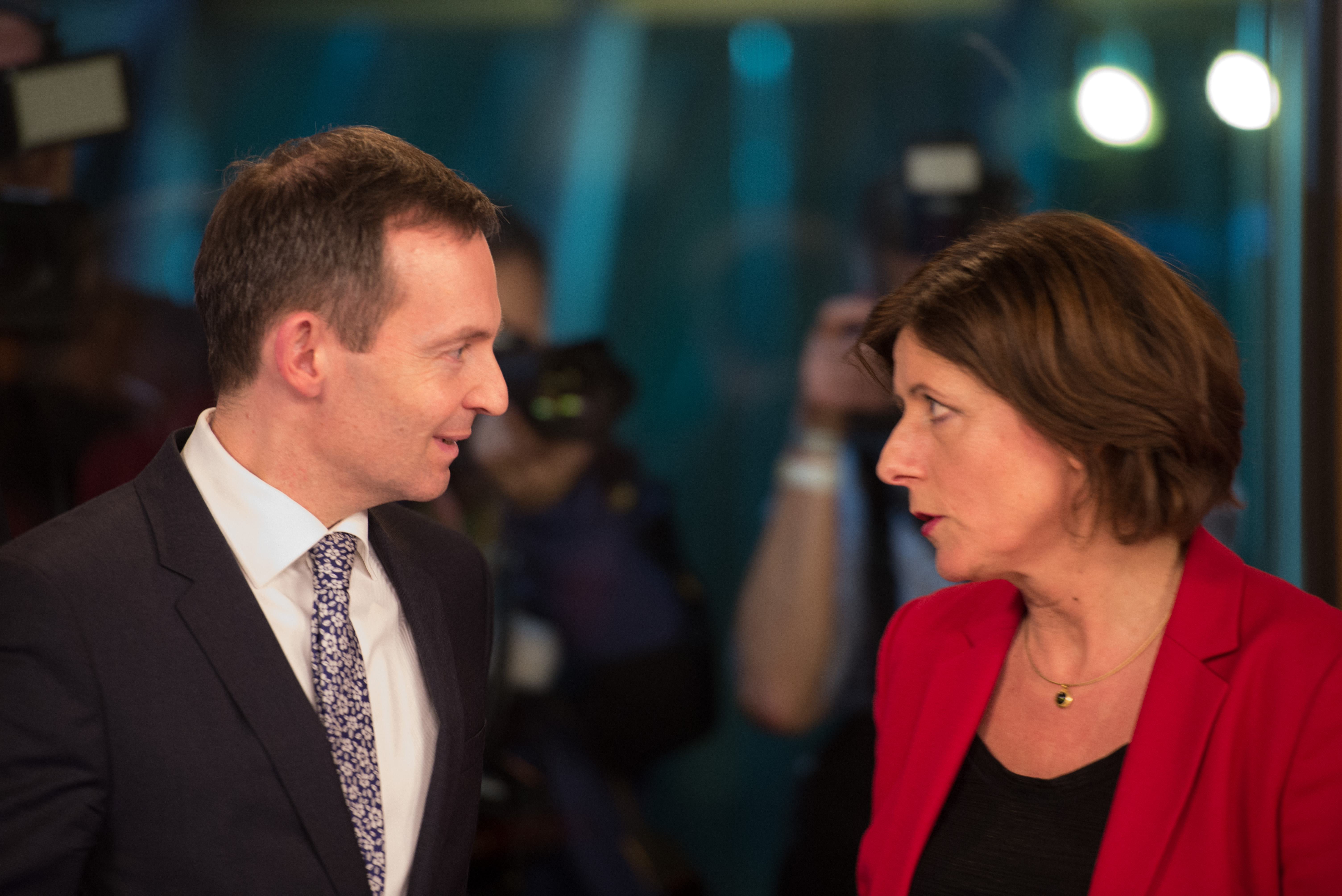
Volker Wissing (FDP) y Malu Dreyer (SPD) el día de las elecciones

Los resultados finales oficiales son:
| Partido                | Partido                | Votos directos | %            | Mand. directos | Votos de lista | %            | Escaños | Escaños 2011 |
| ---------------------- | ---------------------- | -------------- | ------------ | -------------- | -------------- | ------------ | ------- | ------------ |
|                        | SPD                    | 759.264        | 36,05        | 27             | 771.848        | 36,23        | 39      | 42           |
|                        | CDU                    | 733.764        | 34,84        | 24             | 677.507        | 31,80        | 35      | 41           |
|                        | AfD                    | 147.699        | 7,01         |                | 268.628        | 12,61        | 14      |              |
|                        | FDP                    | 143.850        | 6,83         |                | 132.294        | 6,21         | 7       |              |
|                        | Grüne                  | 135.722        | 6,44         |                | 113.261        | 5,32         | 6       | 18           |
|                        | Die Linke              | 77.341         | 3,67         |                | 59.970         | 2,81         |         |              |
|                        | Freie Wähler           | 84.945         | 4,03         |                | 47.924         | 2,25         |         |              |
|                        | PIRATEN                | 5.385          | 0,26         |                | 16.708         | 0,78         |         |              |
|                        | ALFA                   | 6.066          | 0,29         |                | 13.154         | 0,62         |         |              |
|                        | NPD                    | 2.602          | 0,12         |                | 10.565         | 0,50         |         |              |
|                        | ödp                    | 7.770          | 0,37         |                | 8.623          | 0,40         |         |              |
|                        | REP                    | 638            | 0,03         |                | 5.090          | 0,24         |         |              |
|                        | DIE EINHEIT            | 0              | 0,00         |                | 3.105          | 0,15         |         |              |
|                        | III. Weg               | 0              | 0,00         |                | 1.944          | 0,09         |         |              |
|                        | FRIEDENSKÄMPFER*       | 628            | 0,03         |                |                |              |         |              |
|                        | Pestemer*              | 371            | 0,02         |                |                |              |         |              |
| Votos válidos          | Votos válidos          | 2.106.045      | 100,00 97,43 | 51             | 2.130.621      | 100,00 98,57 | 101     | 101          |
| Votos nulos            | Votos nulos            | 55.461         | 2,57         |                | 30.885         | 1,43         |         |              |
| Votantes Participación | Votantes Participación | 2.161.506      | 100,00 70,36 |                | 2.161.506      | 100,00 70,36 |         |              |
| Abstenciones           | Abstenciones           | 910.466        | 29,64        |                | 910.466        | 29,64        |         |              |
| Inscritos              | Inscritos              | 3.071.972      | 100,00       |                | 3.071.972      | 100,00       |         |              |

* Candidato independiente

## Post-elección

### Formación de gobierno
El SPD y los Verdes le hicieron una oferta al FDP para que se uniera a ellos para formar una coalición semáforo, la cual fue aceptada por el partido liberal, iniciando este negociaciones con los socialdemócratas y ecologistas. Los partidos llegaron a un acuerdo programático el 21 de abril, firmando un contrato de coalición al día siguiente.

### Constitución del Parlamento
El Parlamento se constituyó el 18 de mayo de 2016. Ese mismo día este eligió nuevamente a Malu Dreyer como ministra-presidenta con 52 votos a favor, exactamente el número de votos con los que contaba la coalición.